# Тукуља
Тукуља (мађ. Tököl) је насељено место у Мађарској, у Пештанској жупанији. Тукуља потпада под Сигетсентмиклошки округ.
Тукуља је важна као једно од 20-ак места у Мађарској са постојећом српском мањинском самоуправом.

## Природне одлике
Тукуља се налази у северној Мађарској. Насеље је положено на северу Чепелског острва, велике аде Дунава, непосредно јужно од Будимпеште. Величина сеоског атара је 38,49 km2.

## Историја
По Јакову Игњатовићу књижевнику Тукуља спада у ред најстаријих места које је било насељено Србима на простору Мађарске. Основано је у доба Стефана Немање и Арпадоваца. Срби су у насељу масовније присутни од Велике сеобе, али убрзо је већина покатоличена. У турско време помињу се два римокатоличка фратра Бернандо Спаић и Еветовић који мисионаре у околини. Због промене вере од православаца Срба постали су "Шокци" (Срби католици) које је интензивна хрватизација "приграбила", тако у Тукуљи данас има и становника који се изјашњавају као Хрвати. Но њихово српско порекло је неспорно, а језик су свој и обичаје одржали. У месним приликама сви се називају "источним Шокцима" односно „Рацима“. У другој половини 20. века говор "Раца" у Тукуљи има измешане источно-херцеговачке и млађе икавске дијалекатске групе.
Претпоставља се (по Алекси Ивићу) да из Тукуље (по њој су прозвани Поповићи са "Текелије") потиче стара српска војничко-племићка породица Поповић-Текелија. Браћа Јован Текелија и Остоја (или Стеван) су 1706. године добили угарско племство - диплому и грб. Најпознатији потомак њен био је учени доктор права (први од Срба) и велики српски мецена Сава Текелија.
Корнелије Станковић је забележио у околини Будима српску народну песму "Марко и Вила", коју је објавио новосадски часопис "Даница" 1863. године. Он је ту песму чуо "од једне девојке Србкиње римске вере" родом из Тукуље.
По подацима из 1905. године место (као "Текел") у Пештанској жупанији имало је пет православних Срба, док су њих 1467 били "Илири-Шокци".
Петар Сушић је 20 година био председник Општине Тукуља, а његова супруга Тереза Бокан је иницијатор оснивања Српске мањинске самоуправе у месту 2006. године. Председница Српске мањинске самоуправе (2010-2017) била Зора Пејовић Секељ. Нема у њој православне цркве, па верници посећују оне у околини, пре свега у Чипу.
Фоклорна група "Коло" из Тукуље, поред хрватског, негује и српски фолкор.
У месту се сваке године одржава "Рацки бал", а певањем се бави месно "Рацко мушко певачко друштво". На градском гробљу се налазе стари српски гробови са споменицима који имају српски ћирилични текст.

## Становништво
По процени из 2017. у граду је живело 10.174 становника.
| 1990. | 2001. | 2011.  | 2017.  |
| ----- | ----- | ------ | ------ |
| 6.308 | 9.559 | 10.851 | 10.174 |

Већинско становништво у Тукуљи су Мађари, а мањине су: Хрвати, Немци, Срби и Роми.